# Prieuré d'Ardevon
Le prieuré d'Ardevon est un établissement bénédictin qui se dresse sur le territoire de l'ancienne commune française d'Ardevon, dans le département de la Manche, en région Normandie.
Fondé en 966 par les moines du Mont-Saint-Michel et situé à une dizaine de kilomètres de là, il constitue pour eux à ses débuts un refuge « terrestre ». Transformé à partir du XIVe siècle en résidence presque exclusive de l'abbé, il devient le lieu de stockage de nombreuses dîmes. À la Révolution, les biens monastiques sont dispersés, alors que l'état général du bâtiment est très mauvais.
Au début du XXe siècle, des travaux de restauration sont entrepris. Vers le milieu du siècle, il est acquis par le conseil départemental de la Manche qui en fait le siège du Syndicat mixte de la baie du Mont Saint-Michel, jusqu'en 2013. En 2014, le bâtiment est vendu ; le diocèse de Coutances et Avranches et celui de Rennes s'associent pour le racheter et en faire un lieu d'accueil et de prière destiné aux pèlerins du mont.
Les bâtiments sont inscrits aux monuments historiques.

## Localisation
Le prieuré est situé sur le côté sud-ouest de la D280, au cœur du hameau d'Ardevon, commune rattachée le 1er janvier 1973 à Pontorson ; le village est lui-même situé à huit kilomètres au sud-est du Mont-Saint-Michel, à une altitude d'environ dix mètres marquant la limite entre les terres basses (marais et polders) et les premiers coteaux.

## Historique

### La fondation
La fondation du prieuré n'est pas attestée précisément ; l'hypothèse traditionnellement retenue est celle d'un don fait par Rollon, duc de Normandie, aux moines du mont Saint-Michel. Cependant, la date la plus probable de fondation, postérieure de trente ans à la mort du duc Rollon, invalide cette hypothèse. Le fondateur le plus probable est donc Richard Ier. L'existence du prieuré est en tout cas attestée au moins en 1207, dans une lettre de l'abbé au pape Innocent III.
En 1066 et 1159, dans le cartulaire du Mont Saint-Michel Ardevon est qualifié de marescus.

### Le Moyen Âge
La connaissance de la vie médiévale du prieuré est difficile, les seules archives étant parvenues jusqu'au XXe siècle ne concernent que l'année 1239 et la fin du XIVe siècle.
Il semble que le prieuré ait déjà eu au Moyen âge un rôle d'accueil des pèlerins en route pour le Mont.
Le prieuré est presque entièrement rebâti aux XIIe et XIVe siècles. En particulier une grange aux dîmes est construite vers 1400, appuyée de vingt contreforts latéraux et réputée pouvoir contenir quinze mille gerbes de blé. Le corps de logis est entièrement reconstruit une dizaine d'années plus tard.
Il semble que d'importants travaux de poldérisation aient été menés par les moines sur la mer ou du moins le marescus saumâtre entre le XIIe et le début du XIVe siècle, en s'appuyant sur une légère élévation de terrain, culminant à 12 mètres et en déviant partiellement les cours estuariens de la Sée et de la Sélune. D'un point de vue agricole, une fois le terrain drainé, c'est principalement l'avoine qui est exploitée à Ardevon. Cependant, ces terrains mis en valeur ne sont pas entièrement protégés des évènements exceptionnels, comme la tempête de 1457, qui rompt digues, écluses et fossés d'Ardevon.
Durant la guerre de Cent Ans, le prieuré est occupé par quatre cents soldats de l'armée anglaise sous le commandement de Jean de Lancastre.

### La Révolution
À la Révolution, le prieuré est très fortement dégradé ; l'ensemble est évalué à deux mille quatre cents livres seulement.

### La renaissance de l'édifice
Au XXe siècle, le prieuré se révèle d'un intérêt architectural justifiant sa restauration, sa mise en valeur et sa protection. Le 15 septembre 1937, l'ensemble des bâtiments est inscrit à l'inventaire supplémentaire des monuments historiques.
Jusqu'en 2013, le prieuré est la propriété du conseil départemental de la Manche qui en fait le siège du Syndicat mixte de la baie du Mont Saint-Michel mais certaines dépendances abritent également la buanderie de l'auberge de la Mère Poulard.

### Le retour d'une vocation spirituelle
En 2014, apprenant la vente du bâtiment (le syndicat mixte de la baie préférant s'établir à proximité des nouveaux stationnements, dans le cadre du projet Saint-Michel), les diocèses de Coutances et Avranches et de Rennes s'associent pour racheter le terrain et les bâtiments, afin d'en faire un lieu qui puisse à la fois accueillir les pèlerins pour la nuit et informer les touristes qui ne perçoivent pas forcément la vocation spirituelle du Mont.
Dès l'achat du site et la communication de la volonté d'en faire un lieu d'accueil, ce qui nécessite des travaux importants d'aménagement et de réhabilitation, l'Institut national de recherches archéologiques préventives (INRAP) annonce une campagne préalable de fouilles archéologiques, menée en juin 2014. L'ancien pigeonnier du prieuré est destiné à devenir un oratoire.
Une partie des travaux de restauration du site, ainsi que d'aménagement et de balisage des chemins y menant, est réalisée lors des étés 2014 et suivants par deux cents Scouts et Guides de France. La première tranche d'aménagement du dortoir coûte environ 220 000 euros. La totalité du projet de restauration du site est estimée à 2 500 000 euros, financé très largement par les dons sur Internet.

### L'accueil
Le bâtiment peut accueillir cinquante nuitées simultanées de pèlerins ; dès l'ouverture des inscriptions, cinq mille réservations sont enregistrées en quelques jours, preuve du potentiel de développement de cet accueil. Les responsables du prieuré réfléchissent en conséquence à l'aménagement de deux cent cinquante places supplémentaires, en bivouac.
L'accueil culturel et spirituel des touristes est également prévu. La grange aux dîmes est devenue un lieu d'expositions, d'ateliers et de débats ; dans le bâtiment principal sont aménagées une salle de conférences et une bibliothèque (intégrant une partie numérique) en rapport avec le Mont. Ce projet est financé en partie par l'Institut de France, qui l'a primé du grand prix culturel 2014 de la Fondation Louis D., doté de 450 000 euros.

## Description
L'aile principale du logis du prieuré d'Ardevon se compose de deux bâtiments alignés et bien conservés. D'aspect relativement homogène, le tiers nord de l'aile, qui possède encore son étage résidentiel et était originellement accessible au moyen d’un escalier extérieur, aujourd'hui disparu, peut être daté de la première moitié du XIIIe siècle. Les deux tiers restants, quant à eux, marquent une importante reconstruction du début du XVe siècle.

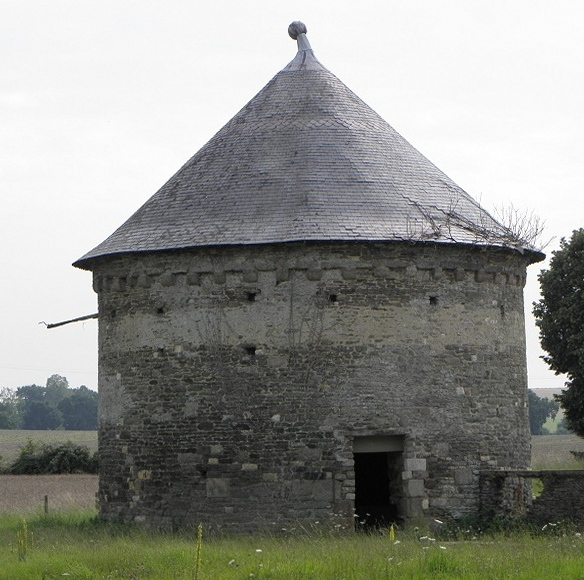
L'ancien pigeonnier.
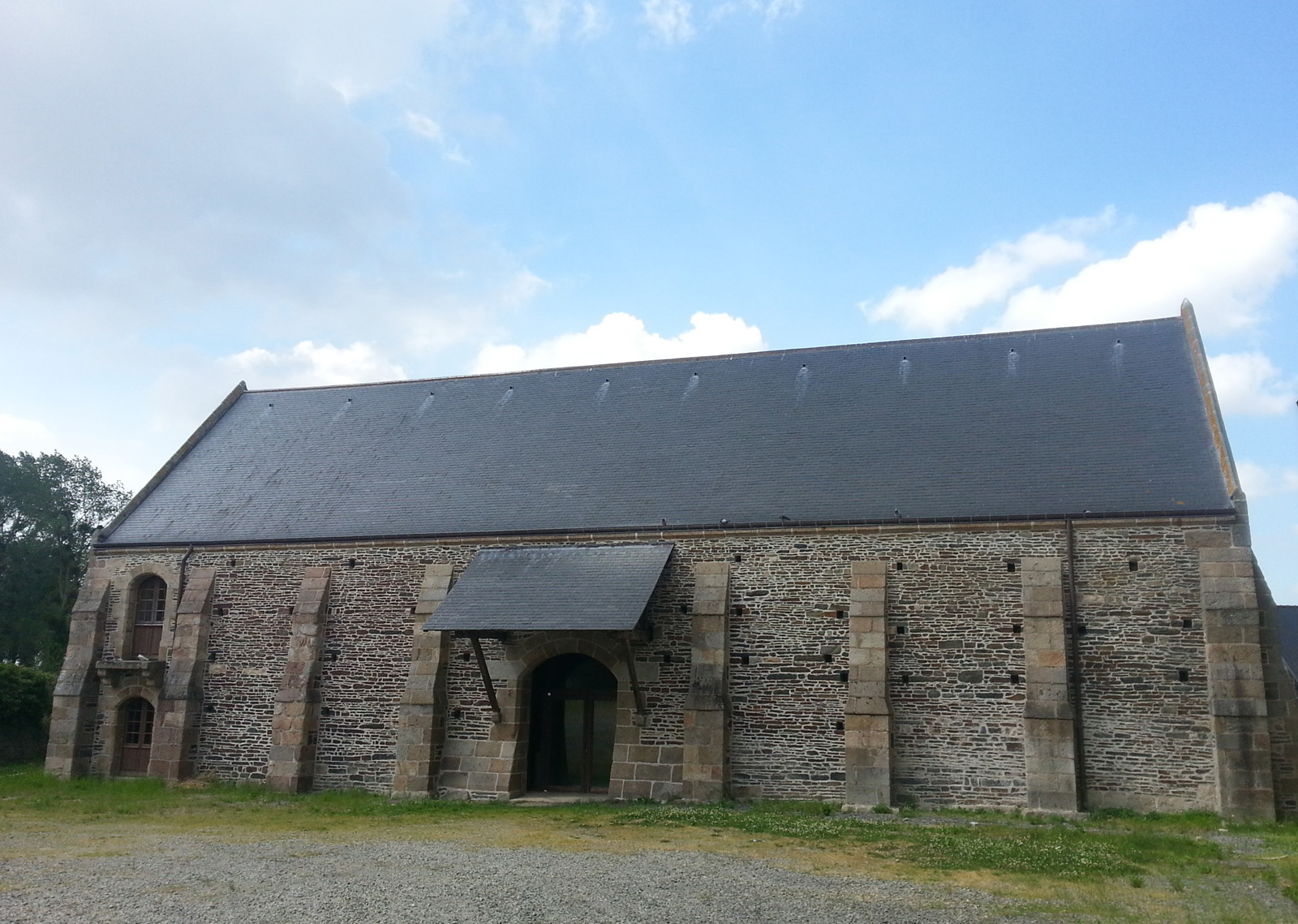
La grange aux dîmes.
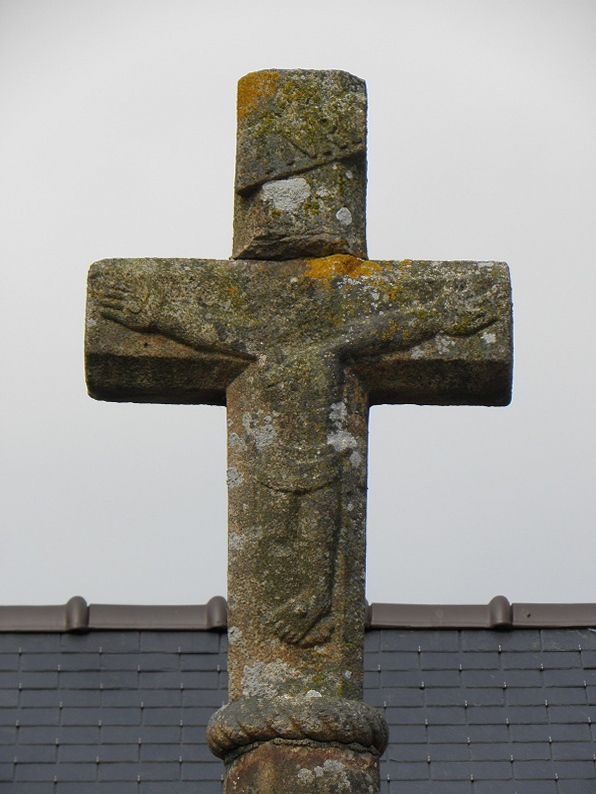
Croix de pierre située dans l'enceinte du prieuré.
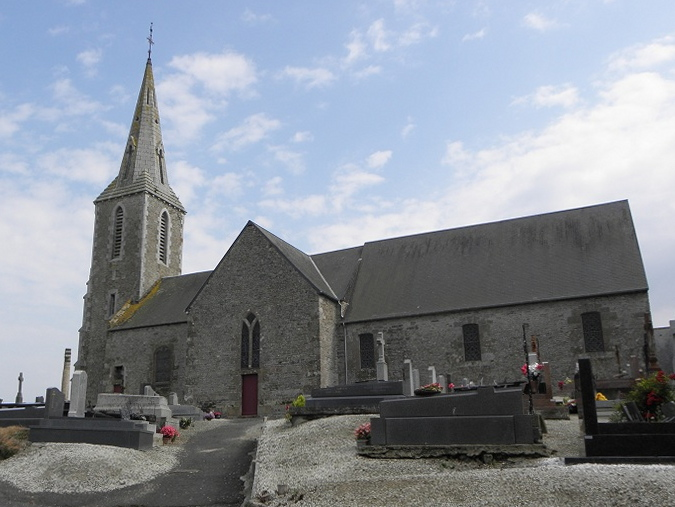
L'église du village jouxtant le prieuré.

## Protection
Le prieuré d'Ardevon est inscrit au titre des monuments historiques par arrêté du 15 septembre 1937.